# Celestial Season
Celestial Season is een Nederlandse doom-/deathmetalband die bestond van 1991 tot 2002, en die in 2011 een hereniging aankondigde. Aanvankelijk speelde de band doommetal in de geest van My Dying Bride. Rond 1995 richtte de groep zich op stonerrock. Sinds 2020 richt Celestial Season zich weer op doommetal.

## Geschiedenis
Celestial Season wordt in 1991 opgericht door gitarist Jeroen Haverkamp, bassist Lucas van Slegtenhorst, drummer Jason Köhnen en de broers Robert (gitaar) en Stefan Ruiters (zang).
In 1993 brengt de band debuutalbum Forever Scarlet Passion uit op Adipocere Records. Tijdens deze opnamen wordt de band bijgestaan door Edith Mathot (Viool) en Sylvester Piël (Keyboard).
In 1995 wordt Solar Lovers uitgebracht door Displeased Records. Op deze plaat heeft de band enkele bezettingwisselingen gehad: gitarist Pim van Zanen heeft Jeroen Haverkamp vervangen en Olly Smit heeft Lucas van Slegtenhorst vervangen op basgitaar.
Later in 1995 brengt de band ook een ep uit. Hierop is te horen dat de band een andere koers heeft gekozen. De Doommetal heeft plaatsgemaakt voor stonerrock. De gebroeders Ruiters verlaten na deze koerswijziging de band. Cyril Crutz wordt de nieuwe zanger. Bassist Olly Smit stapt over naar gitaar en drummer Jason Köhnen naar de bas. Bij optredens drumt Eva Nahon (Beaver).
In 1997 verschijnt het vierde album op het Big Bloke-label. Dit album is door Andre Gielen geproduceerd en is getiteld Orange. Van dit album verschijnt de cd-single Black Queen Is Dynamite.
In het begin van 1998 komt drummer Rob Snijders (ex-Kong) bij de band. Bassist Jason Köhnen verlaat Celestial Season. Hij brengt onder de naam Bong-Ra jungleplaten uit. Jacques de Haard volgt hem op. In september volgen de opnames voor Chrome.
Chrome komt in 1999 uit. In dat jaar treedt de band onder andere ook op tijdens het Lowlands Fastival.
In 2000 komt de band met Lunchbox Dialogues en in 2001 de ep Songs from the Second Floor. Om deze te promoten wordt er wederom veel getoerd.
In 2002 maakt de band bekend te stoppen: "De formule is op. We willen af van het Stonerrock en Doom imago."
In oktober 2011 wordt bekendgemaakt dat Celestial Season herenigd is en hun album Solar Lovers opnieuw ten gehore zullen brengen. Gitarist Pim van Zanen verklaart: "Dit is het moment om Solar Lovers een tweede kans te geven op het podium." Naast Olly Smit, Jacques de Haard en Rob Snijders, keert ook violiste Jiska ter Bals terug. Verder worden twee nieuwe namen geïntroduceerd: George Oosthoek (vocalen) en Elianne Anemaat (cello). Voor deze gelegenheid heeft de band het nummer Decamerone opnieuw in de studio opgenomen en beschikbaar gesteld. De band speelt Solar Lovers integraal op Roadburn 2012.
Na enkele jaren stilte kondigt Celestial Season in 2020 een nieuw album aan: The Secret Teachings. Hiervoor is de oude 'doom-bezetting' bij elkaar gekomen: naast gitaristen Olly Smit en Pim van Zanen en strijkers Jiska ter Bals en Elianne Anemaat, zijn nu ook zanger Stefan Ruiters, bassist Lucas van Slegtenhorst en drummer Jason Köhnen te horen op het album.
In 2022 volgt het album Mysterium I, wat het eerste album van een trilogie zal zijn. Dit wordt hetzelfde jaar nog opgevolgd door Mysterium II. In 2024 wordt het laatste deel van de trilogie verwacht: Mysterium III.

## Discografie
- 1992 - Promises (demo)
- 1993 - Flowerskin (single)
- 1993 - Forever Scarlet Passion (Adipocere Records)
- 1994 - Fire in the Winter/Above Azure Oceans (samen met Lords of the Stone)
- 1994 - Promo 1994 (demo)
- 1995 - Solar Lovers (Displeased Records)
- 1995 - Sonic Orb (ep)
- 1996 - 3 Track Demo (demo)
- 1997 - Black Queen is Dynamite (single, Big Bloke)
- 1997 - Orange (Big Bloke)
- 1999 - Demo '99 (demo)
- 1999 - Chrome
- 2000 - Lunchbox Dialogues
- 2001 - Songs from the Second Floor (ep)
- 2011 - Decamerone (single)
- 2020 - For Twisted Loveless (single)
- 2020 - The Secret Teachings
- 2021 - Black Water Mirrors (single)
- 2022 - Mysterium I
- 2022 - Mysterium II
- 2024 - Fecund Universe (single)
- 2024 - Mysterium III

### Sessiemuzikanten
- Edith Mathot - Viool op Forever Scarlet Passion.
- Sylvester Piël - Keyboard op Forever Scarlet Passion.
- Atie Aarts - Cello op Solar Lovers.
- Lex Vogelaar - Zang op Solar Lovers.